# Großsölk
Die Ortschaft Großsölk liegt im oberen Ennstal (Gerichtsbezirk Schladming) in der Steiermark. Sie hat 485 Einwohner (Stand: 31. Oktober 2013). Im Rahmen der Gemeindestrukturreform in der Steiermark ist sie ab 2015 mit den Gemeinden Kleinsölk und Sankt Nikolai im Sölktal zusammengeschlossen, die neue Gemeinde führt den Namen Sölk. Grundlage dafür ist das Steiermärkische Gemeindestrukturreformgesetz – StGsrG.

## Geografie
Großsölk liegt im Bezirk Liezen – Expositur Gröbming im österreichischen Bundesland Steiermark. Die Ortschaft befindet sich seit 1983 im Naturpark Sölktäler, der zu den fünf steirischen Naturparks gehört.
Es existieren keine weiteren Katastralgemeinden außer Großsölk. Ortschaften sind Stein an der Enns, Gatschberg und Großsölk.

## Geschichte
Großsölk war Sitz einer Grundherrschaft. Die Aufhebung der Grundherrschaften erfolgte 1848; die Ortsgemeinde als autonome Körperschaft entstand 1850. Nach der Annexion Österreichs 1938 kam die Gemeinde zum Reichsgau Steiermark, 1945 bis 1955 war sie Teil der britischen Besatzungszone in Österreich.

## Kultur und Sehenswürdigkeiten
- Schloss Großsölk: Das Schloss dient als Naturparkhaus vom Naturpark Sölktäler.
- Katholische Pfarrkirche Großsölk hl. Leonhard

## Wirtschaft und Infrastruktur
- In Großsölk befindet sich das 1978 erbaute und von der Energie Steiermark (ESTAG) betriebene Speicherkraftwerk Sölk. Es leistet im Jahr 206 GWh Strom und kann 1.400.000 m³ Wasser speichern.